# .uz
Pour les articles homonymes, voir UZ.

Allocation des adresses en .uz, des années 1990 aux années 2020.

.uz est le domaine de premier niveau national (country code top level domain : ccTLD) attribué à l'Ouzbékistan. Il est géré par Uzinfocom. Le domaine a été introduit en 1995.